# Клара Генрі
Клара Сусанна Генрі (9 квітня 1994 , Partilled, Геррюда ) — шведська актриса, авторка, комік, телеведуча власного ток-шоу на шведському телеканалі Kanal 5 та блогерка, що має понад 430 000 підписників каналу на YouTube. Працювала репортером за кулісами двох випусків національного музичного конкурсу «Мелодіфестивален», організованого телерадіокомпанією SVT.

## Раннє життя та освіта
Клара Генрі виросла в Гьокскуллі, Ландветтер . У неї є одна молодша сестра на ім'я Кімберлі і молодший брат на ім'я Крістоффер. Її батько, Грем, народився у Вікомбі в Англії в сім'ї ірландців, а мати Петра — шведка .
У 2010 році навчалася у середній школі Інгрід Сегерштедт, навчаючись за програмою «Економіка суспільства» за спеціальністю «Журналістика».

## Кар'єра
У підлітковому віці Генрі працювала молодіжним репортером у газеті Göteborgs-Posten . З 2005 року вона веде активну діяльність у таких блогах, як Nöjesguiden, Devote та журнал Veckorevyn . Вона почала публікувати відео на YouTube у 2011 році, а в 2013 році вела ток-шоу на каналі 5, де брала інтерв'ю у гостей та виконувала комедійні скетчі. Навесні 2014 року Генрі знялася у другому сезоні свого ток-шоу, цього разу під назвою Häng med Clara Henry (англ. Hang Out With Clara Henry Hag), де замість того, щоб сидіти в студії і розмовляти, вона зустрічала кожного зі своїх гостей і проводила з ним цілий день. Її назвали «Влогером року» на Veckorevyn 's Blog Awards 2013 .
Генрі представляла виступи перед шоу та після шоу Melodifestivalen 2014, де брала інтерв'ю з переможцями півфіналу та іншими гостями на SVT . 15 квітня 2014 року вона представила Guldtuben-gala для онлайн-мережі SPlay, в якому нагороджується найкраща зірка Швеції YouTube. На цьому гала-концерті Генрі отримав нагороду за найкращий влог-канал.
Разом з коміком і телеведучим Вільямом Спецом Генрі брала участь у комедійному шоу SVT Valfeber, яке висміювало майбутні загальні вибори 2014 року в Швеції. На 30 червня 2015 року Генрі представила епізод шоу Sommar i P1 на Sveriges Radio, в якому вона розповіла про своє життя. У вересні того ж року у шведському видавництві Форум вийшла перша книга Генрі, Ja jag har mens, hurså? (англ. I've Got My Period, So What?), на тему «місячні та чому жінкам не соромно говорити про них». Після виходу книги Генрі провела лекційний тур на тему YouTube på blodigt allvar (англ. YouTube Deadly Serious) у кількох містах по всій Швеції, а саме Буросі та Уппсалі.
У грудні 2015 року Генрі працювала мандрівним репортером для радіо-телевізійної кампанії Musikhjälpen. Серед іншого вона поїхала на Філіппіни, щоб зустрітися з родинами, які постраждали від тайфуну Мелор. 30 вересня 2016 року SVT оголосила, що Генрі буде ведучою всіх шести шоу Melodifestivalen 2017 разом з Девідом Ліндгреном та Хассе Андерссоном.
У грудні 2016 року Генрі заявила, що вона пансексуалка.
2020 року стала учасником реаліті-шоу Робінзон 2020 у середині сезону. Її обрали до команди Південь, перш ніж відбулося об'єднання. Врешті-решт вона увійшла до фіналу трьох найкращих, де посіла друге місце після Майкла Бьорклунда.
У 2021 році Генрі презентувала ігрове шоу Vem kan vad, яке транслюється на SVT.

## Книги
Генрі опублікувала свою першу книгу «Ja jag har mens, hurså?» (Англійською: Так, у мене місячні, і що?), тому що вона дивувалася, чому тему про менструації та кровотечі замовчують. Генрі пояснила під час шведського шоу Nyhetsmorgon [Архівовано 7 січня 2022 у Wayback Machine.] (TV4): «Grundkursen I feminism är att inte ta skit» 22 вересня 2018 року, що «ви стаєте трохи пильними, коли починаєте кровоточити між ногами в п'яту годину часу, коли ти прокинувся». У цій книзі розглядається менструація через феміністську призму. Це серйозний, доступний погляд на отримання та керування місячними менструаціями, в якому використовуються анатомічно правильні терміни, наприклад, «вагіна» та «матка», а також сленг, наприклад «ваджайджай». У цій книзі в англійському перекладі написано дуже «не гендерно-бінарний» тип письма, у якому вживаються такі слова, як «матоносії» або «власники членів» замість «чоловіки» чи «жінки». Що відрізняє цю роботу від інших книг на цю тему, так це її детальне дослідження суспільних установок, які часто викликають ганьбу навколо цієї природної функції тіла, і того, як її можна використовувати в сексистських способах, щоб знижувати жінок, які висловлюють свою думку. У свою чергу, Генрі пропонує кілька варіантів повернення до цих сексистських фраз. Завдяки знанням, феміністичним поглядам та хілам, пов'язаним із періодом, Генрі дає читачам можливість стерти клеймо, пов'язане з темою, яка залишається занадто табуйованою. Щоб попрацювати над стигмами, вона зняла відео про різноманітні креативні способи носити менструальні засоби у ванну — всерйоз і на жарт. Вона зазначає, що зміна менструального захисту в школі завжди була певним проєктом. Не приховування тампонів, прокладок і менструальних чашок виглядає «трохи зухвало, майже». Переклади книги доступні англійською та німецькою мовами.
У 2018 році Генрі опублікувала свою другу книгу «Mot framtiden: En simpel guide till att krossa patriarkatat» (англ. «Into the future: A simple guide to cross patriarchy»). Це представлено як фемінізм як лайфхак, веселий путівник по фемінізму. На обкладинці написано: «Перестань так ображатися!» Вам коли-небудь задавали це питання — чи, можливо, ви задавали його собі? У будь-якому випадку, може бути складно зрозуміти, через що вся ця метушня. Отже, що таке фемінізм і навіщо він потрібен? Фемінізм зайшов занадто далеко? (Відповідь: ні!) Як ви розрізняєте «заклик» від компліменту, і як потрібно ставитися до свого тіла, до статі та різних привілеїв? Клара написала книгу після глобального руху #metoo у 2017 році і розмістила її на тумбочках для дівчат, хлопчиків і не бінарних. Посібник з виживання для тих, хто коли-небудь стикався зі структурним сексизмом у суспільстві або думав про нього. Її книгу часто описували так: «Tydlig, rolig och lagom omfattande grundkurs i intersektionell feministisk kunskap». (українською: «Чистий, смішний і досить гарний всебічний вступний курс із міжсекційних феміністських знань»). На запитання, як написати простий посібник до чогось настільки неймовірно складного, Клара Генрі відповідає, що назва трохи саркастична, хоча вона хотіла б, щоб було просте рішення. Починати треба з одного боку. Я хочу підбадьорити дівчат, жінок і небінарних користувачів, які відчувають, що це проблема, але не можуть передати словами, що це таке. Ті, хто не знає історії, але хочуть дізнатися більше, люблять сперечатися і ставити людей на місце, каже Клара Генрі. Гендерна рівність над фемінізмом. Книга розповідає про історію жінок, історію Клари Генрі та містить дослідження та практичні поради. Хоча вона не хоче вказувати конкретну цільову групу, серед них вона згадує 15-20-річних.

## Трактування фемінізму
Генрі пояснила під час участі у шведському шоу Nyhetsmorgon [Архівовано 7 січня 2022 у Wayback Machine.] (TV4): «Grundkursen i feminism är att inte ta skit» 22 вересня 2018 року своє визначення фемінізму. Для неї фемінізм — це «соціальна, політична та економічна рівність між статями». Далі, це означає мати такі самі права, можливості та обов'язки, як і всі, хто знаходиться поруч. Якийсь рятувальний круг, за який ти чіпляєшся. Наприкінці вона підсумувала цей термін до такого рішення: «Ми всі люди однакової цінності. Саме цього ми маємо досягти» . В інтерв'ю шведській газеті «Göteborgs Posten» Софії Андерссон та Фанні Війк у 2018 році Клара Генрі розповіла про те, що нам постійно нагадують, що люди вважають за краще не називати себе феміністками, не в останню чергу під час виборчої кампанії. Проте багато політиків люблять говорити про гендерну рівність. «Чи люди неправильно зрозуміли це слово, чи воно набуло більше значень, ніж мало?» — запитує Фанні Війк з GP. Звучить по-жіночому, страшно й небезпечно. Однак ми дізналися, що жіноче трохи гірше за чоловіче і нейтральне, каже Клара Генрі. Під час розмови згадується опір Клари Генрі ненависті та конкретним погрозам. Хоча це психічно виснажує, вона відчуває бажання продовжувати. "Я так сильно змушений. Як публічна жінка, ви повинні робити такі речі. Я не збираюся думати, що «він взяв мене за дупу, але так, це, мабуть, було просто ознакою того, що він думав, що я трохи мила», — каже вона .